# 阿龙·伦农
艾朗·贾斯廷·連儂（英語：Aaron Justin Lennon，1987年4月16日—）是一名已退役英格蘭足球員，司職右翼，可串演輔鋒，於職業生涯初期擔任左翼，2006年世盃開始成為英格蘭國腳。
艾朗·連儂是一名速度極高的技術型球員，擅於邊路推進及傳中，他出身於運動世家，其妹妹是一名英格蘭田徑代表隊成員。
他擁有愛爾蘭和牙買加血統。

## 生平

### 球會
艾朗·連儂於列斯聯開始他的職業生涯，並於2003年首次於英超上陣，是當時英超歷史上最年輕上陣的球員，他當時的年齡只有16歲129日。當屆他上陣38場賽事並射入1個入球。後來隨著列斯聯陷入財政危險，球會被逼以低價將他賣到熱刺。
在熱刺初期他多擔任左翼，領隊马丁·乔尔（Martin Jol）希望他能多利用技術及爆炸力切入中路攻門，但效果未如理想。其後艾朗·連濃移往右路，在這個位置上，艾朗·連儂可謂如魚得水。他經常能於邊線製造大量具威脅的突破，及作出致命的傳中。

### 國家隊
艾朗·連儂是英格蘭進軍2006年世界盃的23人大軍成員之一，並在對特立尼达和多巴哥及葡萄牙的賽事中均有後備上陣。
2007年3月底在對以色列的08年歐洲國家盃外圍賽當中，艾朗·連儂以正選身份上陣。可惜球隊最終僅以0-0悶和對手，近5場賽事只入一球，失分頻頻的英格蘭飽受傳媒大肆批評，其中艾朗·連儂、右中場謝拉特及前鋒更被報章評分為全隊最低。
在新任英格蘭領隊卡比路上場後，艾朗·連儂未能入選首場對瑞士的友誼賽大軍名單中，但獲重召返回英格蘭U21。

## 榮譽
熱刺
- 英格蘭聯賽盃
  - 冠軍：2007/08年；
  - 亞軍：2008/09年；